# Wiewiórka (Ermland-Mazurie)
Wiewiórka  (Duits: Susannenthal) is een dorp in de Poolse woiwodschap Ermland-Mazurië. De plaats maakt deel uit van de gemeente Iława. In 2011 woonden er 2016 mensen.

## Sport en recreatie
- Door deze plaats loopt de Europese wandelroute E11. De E11 loopt van Den Haag naar het oosten, op dit moment de grens Polen/Litouwen. Ter plaatse komt de route van westen vanuit Frednowy vervolgt oostwaarts naar Samborowo.